# Гур'єв Михайло Артемович
Миха́йло Арте́мович Гу́р'єв (10 жовтня 1938, Маркове, Глушковський район, Курська область, СРСР — 14 грудня 2010) — радянський та український залізничник, начальник Одеської залізниці (1988-1997).

## Життєпис
Народився у селі Маркове, що в Курській області, у родині робітника.
У 1961 році закінчив Харківський інститут інженерів залізничного транспорту, здобувши фах інженера з експлуатації залізниць, та потрапив за розподілом на Донецьку залізницю. Працював черговим по станції, станційним диспетчером станції Ясинувата, начальником станції Авдіївка.
У 1965 році був призначений на посаду головного інженера, а згодом — заступника начальника станції Ясинувата.
У 1970—1977 обіймав посаду начальника станції Дебальцеве-Сортувальна. Протягом року працював начальником відділу руху — заступником начальника Іловайського відділення Донецької залізниці.
У 1978 році було призначено заступником начальника Ясинуватського відділення, обов'язки якого він виконував протягом двох років.
З 1980 по 1982 рік обіймав посади начальника служби руху Донецької залізниці та заступника начальника Донецької залізниці.
У 1983 році був переведений на Південну залізницю на посаду першого заступника начальника залізниці.
З 1988 року обіймав посаду начальника Одеської залізниці.
Вийшов на пенсію через проблеми зі здоров'ям у 1997 році.
Помер 14 грудня 2010 року.

## Пам'ять
У жовтні 2013 року іменем Михайла Гур'єва було перейменовано одну з платформ Одеської залізниці, що раніше носила назву «Роздільна-Сортувальна».

## Нагороди
- Орден Дружби народів
- Знак «Почесному залізничнику»